# Последние дни (фильм, 2003)
«Последние дни» (англ. Latter Days) — американский фильм 2003 года, режиссёра С. Джей Кокса. Премьера фильма состоялась 10 июля 2003 года на Международном фестивале ЛГБТ-фильмов в Филадельфии.

## Общественная реакция
«Последние дни» стал первым фильмом, который открыто отобразил столкновение между принципами Церкви Иисуса Христа Святых последних дней и гомосексуальностью, что привело к призывам многих религиозных групп прекратить показ картины в кинотеатрах и запретить её распространение на DVD.
Фильм встретил неоднозначную реакцию у кинокритиков, но вызвал явную симпатию у зрителей, что было выражено в присуждении ему «Приза зрительских симпатий» на нескольких международных фестивалях «нетрадиционного кино».

## Сюжет
Аарон Дейвис и трое его собратьев по вере приезжают в Лос-Анджелес из Покателло, штат Айдахо с целью миссионерской деятельности и распространения веры мормонов. Их соседом оказывается Кристиан, молодой начинающий актёр, открытый гей, работающий официантом в ресторане Lila’s. Кристиан ведёт беспорядочную половую жизнь, что доказывает одна из первых сцен фильма, где он соблазняет парня, который ошибся домом. Он занимается с ним сексом, не спросив имени, что для него в порядке вещей.

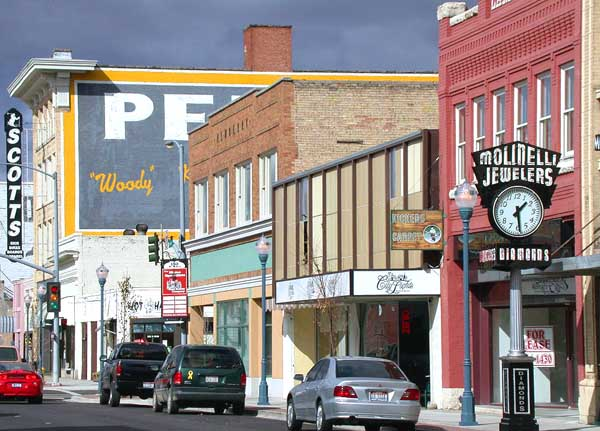
Маленький городок Покателло, где родился Аарон

Одними из первых, к кому пришли мормоны, были Кристиан и Трейси (афроамериканка). После выслушивания основ учения церкви они спрашивают, что думает церковь по поводу гомосексуалов, афроамериканцев и прав женщин. На что Аарон и его собрат говорят, что афроамериканцев церковь признала в 1938 году, что женщины имеют право быть жёнами, матерями и разделять молитву своих мужей, а геи принадлежат сатане, и бог их ненавидит.
Заинтересовавшись новыми соседями, Кристиан спорит с коллегами на 50 долларов, что соблазнит одного из них. Аарон сразу привлекает его внимание, и он решает соблазнить его, подсознательно чувствуя, что Аарон не будет сильно сопротивляться. Встретившись однажды утром с Аароном у своего дома, Кристиан случайно ранит бедро и, пользуясь этим, инсценирует потерю сознания, после чего просит довести его до кровати. Когда Аарон дезинфицирует рану Кристиана, тот пытается его поцеловать, но Аарон не поддаётся своему желанию и говорит, что его вера не позволяет гомосексуальных отношений и что секс, имеющий для Кристиана первостепенное значение, не может быть главным в жизни человека, а первостепенна важность духовных связей между людьми, и уходит.
Эти слова беспокоят Кристиана, и он становится волонтёром программы по доставке продуктов и медикаментов тяжело больным людям. Он встречает Кейта, больного СПИДом парня, которому, судя по его виду, жить осталось недолго. Помогая ему, Кристиан переосмысливает свою жизнь и понимает, что если он будет продолжать жить так, как живёт сейчас, его постигнет та же участь.
Осознавая, что он действительно имеет глубокие чувства к Аарону, Кристиан приходит к нему домой, признаётся ему в своих чувствах и целует его. За этим делом их застают собратья Аарона. После этого Аарона срочно отзывают домой. Из-за непогоды его рейс задерживается в Солт-Лейк-Сити; пользуясь этим, Кристиан приезжает к нему, и они вместе проводят ночь и признаются друг другу в любви. Утром Кристан обнаруживает, что Аарон уже ушёл, но он забыл свои старинные часы, которые передались ему по отцовской линии от прадеда. Дома на церковном совете Аарона обвиняют в грехе и отлучают от церкви. При этом советом руководит его собственный отец.
Кристиан, не зная адреса Аарона, пытается найти его по справочнику, перебирая номера. Наконец, он находит его адрес и звонит к нему домой, на звонок отвечает его мать, после просьбы поговорить с её сыном, она обвиняет Кристиана во всём, что случилось. Не говоря о звонке Кристиана, она рассказывает Аарону о споре на 50 долларов. В ответ на то, что они любят друг друга, она говорит Аарону, что его поступок сказался на всей семье, что люди с ними не здороваются, и вообще, если кто его и простит, то только бог, так как они с отцом не забудут этот позор никогда и никогда не простят его. После чего Аарон поднимается наверх и режет себе вены.
Когда Кристиан звонит повторно, мать Аарона говорит, что из-за него они потеряли своего сына, и вешает трубку, на это Кристиан реагирует шоком и в дальнейшем глубоко переживает это. Но Аарон жив, его помещают в психиатрическую больницу, где пытаются «лечить» от гомосексуализма.
Кристиан приезжает в дом Аарона и отдаёт его матери часы, забытые им у Кристиана, на обороте которых написано, что милосердие — великая добродетель.
Трейси, подруга Кристиана, начинает свою сольную музыкальную карьеру; заглянув в его дневник, она видит текст, посвящённый памяти Аарона, и тайно использует его при написании песни. На эту песню снимается клип, который в больнице видит Аарон. Он решает вернуться в Лос-Анджелес и найти Кристиана. Но приехав в город, он ошибается домом, и дверь открывает незнакомый мужчина. Думая, что это очередной парень на одну ночь, Аарон решает идти в ресторан Lila’s, не зная, что в нём работает Кристиан.
Во время обхода домов (ещё до всего случившегося) с целью приобщения населения к его религии, в парке Аарон встретил Лили Мортон, владелицу ресторана Lila’s, которая в это время глубоко переживала смерть любимого человека. Аарон утешил её и убедил найти силы жить дальше. Придя в ресторан, он встречает Кристиана, и они обнимаются; Лили говорит, что с радостью примет его и поможет в дальнейшем наладить новую жизнь.

## В ролях

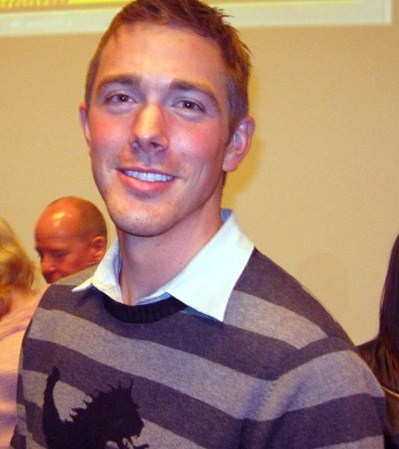
Стив Сандвосс, исполнитель роли Элдера Аарона Дейвиса

| Актёр                | Роль                                       |
| -------------------- | ------------------------------------------ |
| Стив Сандвосс        | Старейшина Аарон Дейвис                    |
| Уэсли А. Рэмси       | Кристиан Маркелли                          |
| Ребека Джонсон       | Джулия Тейлор (коллега Кристиана)          |
| Жаклин Биссет        | Лила Монтань (владелица ресторана)         |
| Эмбер Бенсон         | Трейси Левин (коллега и подруга Кристиана) |
| Хари Пейтон          | Эндрю (коллега Кристиана)                  |
| Джозеф Гордон-Левитт | Старейшина Пол Райдер (миссионер)          |
| Роб МакЭлхенни       | Старейшина Хармон (миссионер)              |
| Дэйв Пауэр           | Старейшина Гилфорд (миссионер)             |
| Эрик Палладино       | Кейт Гриффин (умирающий от СПИДа)          |
| Мэри Кей Плейс       | Сестра Глэди Дейвис (мать Аарона)          |
| Джим Ортлиб          | Старейшина Фарон Дейвис (отец Аарона)      |

## Основная тема
Режиссёр фильма С. Джей Кокс заявил, что «Последние дни» — это прежде всего история любви двух героев. В картине также затрагивается тема отношения религии к гомосексуальности и дилемма религиозных гомосексуалов, чья физическая сущность противоречит вере. Кокс полагает, что человек не может быть одновременно и мормоном и геем. Тем не менее, главной темой «Последних дней» режиссёр считает духовность, которая лежит в основе нашего мира и которая выходит за рамки религиозных ритуалов и догм. Неигровым фильмом со сходной тематикой является картина Они дрожат перед Богом.